# شبير أحمد العثماني
شبير أحمد العثماني ((بالأردوية: شبیر احمد عتمانی)‏ ؛ 11 أكتوبر 1887 - 13 ديسمبر 1949) عالم مسلم، من أهل الهند، دعم حركة باكستان في الأربعينيات. كان عالمًا دينيًا في التفسير والحديث وخطيبًا وسياسيًا.
وهو أحد خريجي دار العلوم ديوبند. هو نجل فضل الرحمن عثماني وكان شقيقه عزيز الرحمن عثماني أول مفتي ديوبند دار العلوم. تولّى منصب بارزاً في حركة الخلافة عام 1333هـ / 1914 م. انتقل عام 1366 هـ / 1947 م إلى باكستان، وهو أول من رفع علم باكستان في كراتشي في 14 أغسطس 1947 ، وأم صلاة جنازة محمد علي جناح.
توفي في 21 صفر 1369 هـ الموافق 13 كانون الأول 1949 م بمديرية بهاول بور بباكستان ودفن بكراتشي.
من آثاره: «التفسير العثماني» وهي عبارة عن حواش وتعليقات على ترجمة محمود حسن الديوبندي الأردية للقرآن، وقد قام بطبعها وتوزيعها مجمع الملك فهد لطباعة المصحف الشريف.
وشرحه لصحيح الامام مسلم المسمى فتح الملهم في شرح صحيح مسلم  